# Платамонас (Кавала)
Платамонас (грч. Πλαταμώνας) је насељено место у општини Места у периферији Источна Македонија и Тракија, Грчка. Према попису из 2021. године било је 63 становника.
Платамонас је 1913. године имао 950 житеља Турака. Године 1924. турско становништво је принудно исељено у Турску а на њихово место су насељене грчке избегличке породице, којих је на попису из 1928. године било 385. Село се раније звало Олаџак.